# 中华人民共和国器官移植

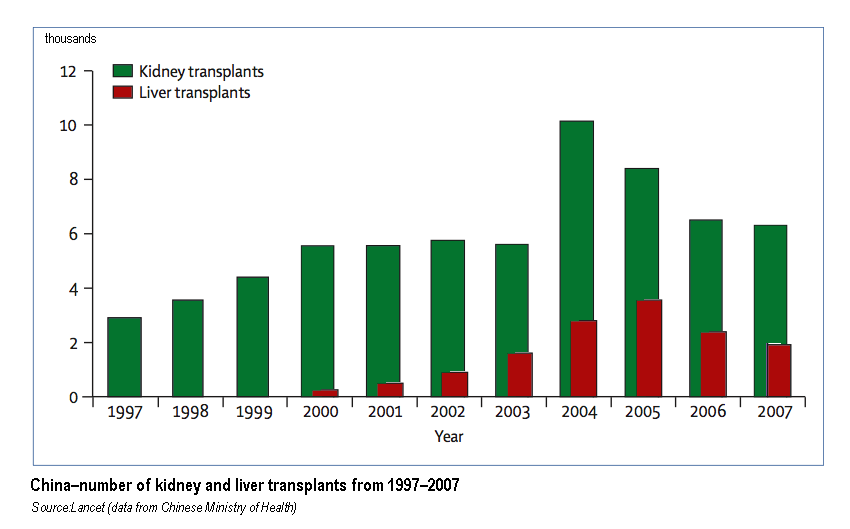
中华人民共和国的肾和肝移植年度变化（1997－2007）

中华人民共和国器官移植始于1960年代，是目前世界上规模最大的器官移植项目。截止至2004年，中国器官移植已达13000例。与此同时，中国也进行了一些创新性的器官移植，如包括骨头在内的面部移植。
中国政府历史上曾采用死刑犯器官作为器官移植的来源，此外，有獨立調查报告认为，中国政府非法使用被关押的法轮功修炼者的器官。。之后，中国政府官方宣布，2015年1月1日起，中国宣布全面停止使用死刑罪犯器官作为供体来源。至此，公民去世后自愿器官捐献将成为器官移植使用的唯一通道。尽管如此，一些人权组织、研究人员及部分国家的政府對中国器官移植的来源与是否存在强制摘取器官行为的公开質疑依舊未停止。

## 历史
世界范围内最早的器官移植术是在1900年代由法国医生亚历克西·卡雷尔进行的；二战后器官移植术有了成功率保证，并被推广到世界各地。
中国最早于1960年开始施行器官移植，于2004年达到了峰值13000例。1960年，泌尿外科专家吴阶平完成了第一例尸体供肾肾移植手术。1972年，中山医学院教授梅骅在中山医学院第一医院（今中山大学附属第一医院）完成了首例亲属间活体肾移植手术，患者在手术后存活超一年。第一次异体骨髓移植挽救了一个急性白血病人的生命。第一例可查的活体捐肝移植则发生在1995年，比在巴西圣保罗进行的世界首例晚了七年。
1990年代，随着200余名留学海外的中青年医生回到中国，器官移植逐步达到高潮。1993年至2002年，器官移植手术每年增加超过1000例的速度增加。除了少数因感染或排异造成的死亡外，器官移植挽救了很多人的生命。到了2005年，这个数字下降到11000例，总量仅次于美国，位居世界第二位，中国的器官移植仍然是世界上最大的移植项目之一。中国的器官移植技术已达到或接近世界先进水平。中国的医生几乎能做所有类型的器官移植手术。肾移植患者的十年存活率已经超过60%，存活时间最长的是32年。肝移植存活时间最长的是12年。心脏移植存活时间最长的近16年。肺移植存活时间最长的是8年。
中山大学附属第一医院（简称“中山一院”）是中国最早开展器官移植的医院之一。1993年，该院黄洁夫教授成功完成中国第一例体外静脉转流下的肝脏移植，成为中国肝移植第二次浪潮的发起与推动人。1996年，黄洁夫、郑克立组建中山一院器官移植科，成为中国较早成立的具有独立建制的器官移植中心。同年，二人共同完成了亚洲第一例肝肾联合移植。同年，该院完成了中国第一例婴儿心脏移植。该院是中国临床大器官移植的主要发源地之一。
留学日本的沈中阳1993年回到中国，1994年完成天津市第一例肝移植。1998年第二次留学归国以后，在天津市第一中心医院创建移植外科，此后该院逐渐发展至号称亚洲最大的器官移植中心。沈中阳将肝移植推广为常规临床手术。2006年，天津市第一中心医院一年肝移植手术600例，创下肝移植手术数量的世界纪录。
中国也进行了一些创新性的手术，如郭树忠教授的首例面部带骨移植。
根据民间机构统计显示，到2000年代，中国每年有150万名危重病人的生命需要靠器官移植来拯救，但供体却不超过1万个。卫生部副部长黄洁夫则透露，中国每年大约有30万个急需器官移植的病例，但每年器官移植手术仅1万多例。2010年代初，中国公民身后器官捐献率约0.6/100万人，为器官捐献率最低的国家之一。华中科技大学同济医学院教授陈忠华表示，2003年到2009年8月，中国内地仅仅有130名公民死后成功捐献器官。2014年中国器官移植大会上披露的数据称，2010年到2013年这三年内，公民死后捐献器官的数量仅为1448例。
中国的器官移植面临的最主要问题是器官捐献困难重重，而中国的法律规定非自愿捐献器官用于移植是非法的。在中国的传统和文化中，对心和肾赋予了极崇高的地位。器官捐献遇到了传统文化和观念的种种阻力。主流媒体认为，器官捐献率低主要的原因有：传统观念、落后的行政管理体制、相关部门对捐献者的身后事没有配套优惠措施。中国不是唯一的遇到器官捐献困难的国家，世界上绝大多数国家在这方面都是供极其小于求。以至于有的国家如印度在进行人体器官贩卖。
在2014年以前，中国是世界上唯一严重依赖「死刑犯」渠道获取器官的国家，这使中国的器官移植在国内外遭到许多非议。
1984年10月9日，最高人民法院、最高人民检察院、公安部、司法部、卫生部、民政部联合颁布实施《关于利用死刑罪犯尸体或尸体器官的暂行规定》。该规定中明确，“为了支持医学事业的发展，有利于移风易俗”，无人收殓或家属拒绝收殓的、死刑罪犯自愿将尸体交医疗卫生单位利用的、经家属同意利用的死刑罪犯尸体或尸体器官可供利用。
自从该规定颁布实施起，关于中国将死刑罪犯器官摘除用于贩卖的报道就在流传。对此的担忧是，在被监禁的环境下，很难保证死刑罪犯真正有自愿选择的自由。从1990年代起，越来越多对于强迫死刑罪犯同意器官移植的关注，使得医学和人权团体开始谴责这种做法。2001年，随着美国《华盛顿邮报》报道一些来自中国的寻求美国庇护的医生自称曾亲自进行器官摘除的工作，该问题再次浮出水面。
2001年，中國外交部發言人曾嚴詞否認使用「死刑犯器官」、重申禁止器官買賣，主來源為「人們自願捐獻」。前武警醫生王國齊在美國國會作證，指稱當局摘取死刑犯器官；中國外交部發言人嚴批這是出於個人目的之「恶意中伤」、「耸人听闻的谎言」。
另外在活体器官问题上，2006年《大纪元时报》第一次报道，有证人指证，在苏家屯辽宁省血栓中西结合医院内有对受迫害的法轮功学员进行活体摘除器官的行为，即蘇家屯事件。这件事随后导致加拿大前国会议员大卫·乔高和人权律师大卫·麦塔斯提交了一份报告（即喬高-麥塔斯調查報告）提出17点建议，称中国应当立刻停止这种行为，加拿大政府及其他团体应当进行调查，驳回到中国旅行以接受器官移植的人的护照等。乔高和麦塔斯评估了18项证据和反证据，他们声称这些全是“可验证的和绝大多数情况下不容反驳的”。乔高和麦塔斯所提出的一个原因是当时中国的政治背景，即政府对法轮功学员的迫害，手段包括煸动仇恨、大规模逮捕和酷刑等。中国政府则一直对于从法轮功学员身上活体摘取器官的说法持否认态度。蘇家屯事件的新闻出现20天后，中国国务院新闻办公室召开新闻发布会，外交部发言人秦刚未谈及法轮功，但声明中国不存在从死刑犯身上摘取器官进行器官移植的情况，利用死刑犯器官进行移植的案例是极个别的。4月14日，美国驻沈阳领事馆总领事等美国官员在沈阳官方的陪同下到实地进行了预定一小时的探访，未在现场发现活摘器官证据。美联社随后在报道中援引美国驻华大使馆女发言人的话说：“就我们目前掌握的情况，这里（指辽宁省血栓病中西医结合医院）从功能上讲就是一家医院。”2006年6月，大卫·乔高和大卫·麦塔斯申请入境中国进行调查，未能获得签证。劳改研究基金会的网站也记录江西教师钟海源因为呼吁平反李九莲案被捕入狱，之后又因为“恶毒攻击中共中央主席华国锋”而于1978年被判处死刑，并在执行枪决前被活体取肾。
在2005年7月，在世界肝脏移植大会上，黄洁夫代表中国政府第一次正式承认，目前中国大多数移植器官来自死刑罪犯，发言引起了轰动。黄洁夫同时声明，中国政府严格遵循各国遵守的伦理学原则，并且有依照中国国情及文化背景指导器官移植的理论，摘取死刑罪犯器官的原则是征求死刑罪犯或其家属的同意，并对死刑罪犯实行人道主义待遇。黄洁夫说，近年来，中国政府鼓励推动亲体以及活体提供器官。中国官方开始对国内外对从死刑罪犯身上获得器官以及非法交易器官的关注作出回应。
2006年3月16日，卫生部发布《人体器官移植技术临床应用管理暂行规定》，以对中国器官移植技术加强管理。
2006年4月10日，卫生部新闻发言人毛群安在新闻发布会上又声称，中国移植的器官来源主要是公民在去世时候的自愿捐赠。
2006年11月，中國衛生部副部長黃潔夫在第六屆國際臨床肝臟移植研討會上承認，器官移植「絕大多數來自死刑犯」，少數為「車禍死亡者」。在中國的人體器官移植現狀混亂無序的现况下，他表示，中國第一部《人體器官移植條例》可望在近期內出臺。
然而在2012年3月的中国人民政治协商会议小组讨论会上，黄洁夫再次提到，由于缺乏公民自愿捐献，死囚器官成了器官移植的主要来源。
除了死刑罪犯器官与法轮功学员器官引发的争议外，由于器官移植的需求大，非法交易器官的现象也屡禁不止，大批医疗机构、医生乃至非法器官中介为了牟利，不顾医学伦理涉入其中，在器官移植领域存在大量黑市交易。黄洁夫曾在《柳叶刀》上撰文称，“在2007年以前，有超过600家医疗机构从事器官移植，这种局面非常混乱，因为受经济利益驱使，发生了许多不法行为和不符合标准的器官移植。”器官交易甚至引发恶性犯罪。比如2007年7月3日，河北省石家庄市中级人民法院公开审理了一起谋杀案，河北省行唐县39岁乞丐仝革飞被谋杀后，五个器官被凶手王朝阳摘除，卖给某医疗机构。河北省石家庄市中级人民法院一审判处王朝阳死刑，剥夺政治权利终身。随后王朝阳提起上诉。2007年11月14日，河北省高级人民法院二审维持原判。涉案的5名医生被卫生部吊销医生资格，涉案医疗机构受到处罚。2009年6月，贵州省兴义市警方发现一具流浪汉的尸体，器官被全部摘取，经过警方的调查发现，广州市中山大学附属第三医院的3名医生涉案。
2006年，全国人体器官移植技术临床应用管理峰会召开，中国器官移植专家、医师、管理人员纷纷与会。黄洁夫在会上宣读了一份声明，“中国医务工作者将严格遵守医学准则和伦理原则，开展人体器官移植工作，恪守医护人员的职业道德，尊重人的生命和尊严，促进人民群众健康。……承诺，不参加任何人体器官买卖与相关活动，不参与任何以旅游名义跨国境实施的人体器官移植及相关的活动，……摘取人体器官必须取得捐献者本人的书面同意，并按照法律的规定程序实施，……中国人民解放军和中国人民武装警察部队的医疗机构、医务人员支持和响应此项声明。”
2007年3月21日，国务院第171次常务会议通过了《人体器官移植条例》，其中规定，“任何组织或者个人不得以任何形式买卖人体器官，不得从事与买卖人体器官有关的活动。”“人体器官捐献应当遵循自愿、无偿的原则。公民享有捐献或者不捐献其人体器官的权利；任何组织或者个人不得强迫、欺骗或者利诱他人捐献人体器官。”“活体器官的接受人限于活体器官捐献人的配偶、直系血亲或者三代以内旁系血亲，或者有证据证明与活体器官捐献人存在因帮扶等形成亲情关系的人员。”等等。2007年，中华医学会也声明说，不应将死刑罪犯的器官用于移植，除非对象是他的亲人。
2007年，最高人民法院从各高级人民法院手中收回了死刑案件的复核权，死刑罪犯数量由此大大减少。这使死刑罪犯作为器官来源主要途径的做法难以为继。同年，中国卫生部出臺《人體器官移植規範》，明令禁止販賣器官。
2009年，卫生部宣佈建立官方的全國器官捐獻數據庫。
2009年8月，《中国日报》的报道指出，中国将近65%的移植器官来自死刑罪犯。2009年8月25日，全国人体器官捐献工作会议开幕式在上海市举行，卫生部副部长黄洁夫在致辞中说：“这次会议事关我国器官移植事业的生死存亡。没有捐献，就没有器官移植。”黄洁夫表示，死刑罪犯不应是正当的器官来源。同日，中国红十字会总会、卫生部宣布启动器官自愿捐献体系的创建工作，以上海市、广州市、武汉市等10个城市为试点，参照其他国家的经验，结合中国国情，在中国的法律框架内，用五年时间建成国家器官移植体系。2008年，在上海建成了肝捐献注册系统。
2011年，中华人民共和国全国人民代表大会常务委员会通过了《刑法修正案(八)》明确禁止人体器官买卖，首次將器官販賣認定為犯罪； 2012年，中华人民共和国政府開始對器官販賣者進行起訴，並在多個省份打擊器官販賣集團鏈。
2012年3月22日，中华人民共和国政府衛生部一位高級官員宣佈，在3～5年之內，中國將停止使用死刑犯器官。死刑犯器官一直被認為是中國器官移植的主要來源
。2012年8月，中國政府稱將嚴打醫護非法器官移植。
2012年10月，中華人民共和國政府衛生部出台新規定，稱對器官獲取組織予以規範，今後器官移植試點醫院如獲得器官，需要由中國政府器官分配與共用系統來分配。
2013年9月1日，《人体捐献器官获取与分配管理规定》正式实施，该规定在具备器官移植资质的165家医院中强制推行“中国人体器官移植分配与共享计算机系统”（China Organ Transplant Response System，缩写COTRS）。
2013年初，中国政府宣布，將開始「逐步終止從死刑犯」身上獲取移植器官；將使用一套新的器官捐獻制度。
2014年3月1日，中国人体器官捐献与移植委员会成立，黄洁夫任主任。该委员会属官方机构，由中华人民共和国国家卫生和计划生育委员会和中国红十字会总会领导，对人体器官捐献和移植的管理工作开展顶层设计并拟定相关政策。该委员会秘书处设在国家卫生和计划生育委员会医政医管局。
2014年3月，中国医院协会OPO联盟（Organ Procurement Organization，缩写OPO）在广州市成立。该联盟由人体器官获取组织以及有志器官捐献事业的单位或组织组成，负责组织医学专家开展对器官捐献者的医学评估，同器官捐献者家属签订法律文件，将器官捐献者信息录入“中国人体器官分配与共享计算机系统”，由该系统按等待移植者的病情等情况自动分配器官，最后将器官运到等待移植者所在的医院。该联盟隶属中国医院协会，受中华人民共和国卫生和计划生育委员会医政医管局指导。
经上述机构推动，截至2014年10月底，中国的器官捐献数量达1290例，到2014年底有希望超过此前三年数量的总和。
到2014年，北京市、广东省、浙江省等地的38个大型器官移植中心已停止使用死刑罪犯器官。在2014年初的“两会”期间，黄洁夫在接受媒体采访时称，“我们并不是反对死囚捐献器官，剥夺他们捐献器官的权利。死囚也是公民，也有捐献器官的权利，关键是有法治的建设，今后，死囚器官捐献也将需要本人和家人同意，就和公民捐献一样，同时要按照国家法律，进入全国统一的计算机系统自动公平分配。”
2014年12月3日，由中国医院协会主办，国家卫生和计划生育委员会医政医管局、云南省卫生和计划生育委员会等单位支持的“2014年中国OPO联盟研讨会”在昆明市召开。原卫生部副部长、全国政协常务委员黄洁夫在会上透露，自2015年1月1日起，中国将停止死刑罪犯器官的使用，器官移植一律使用公民器官捐献。这是中国首次宣布停用死刑罪犯器官的时间表。黄洁夫还表示，2007年通过的《人体器官移植条例》正在进行修改，将更名为《人体器官捐献和移植条例》，以实现“公民自愿捐献是器官捐献的唯一途径”。
2014年12月，黃潔夫赴台灣提議建立「兩岸器官交流平台」輸出中國大陸器官供臺灣，引發臺灣醫界團體反彈，亦被中華民國衛生福利部以「人權爭議」表示「不可行」；台灣醫界人士質疑，黃潔夫又說「只要死刑犯有意願捐贈，就屬於公民捐獻，不再存在死囚捐獻」，顯示「不用死刑犯器官」只是謊言，而且中國定義的死囚可能還包括政治犯與良心犯（每年死刑犯人數遠低於器官量）。
之后，中国政府正式宣布，2015年1月1日起，中国全面停止使用死刑罪犯器官作为供体来源。至此，公民去世后自愿器官捐献将成为器官移植使用的唯一渠道。
2016年4月，国家卫生计生委、公安部、交通运输部、中国民用航空局、中国铁路总公司、中国红十字会总会共同发布《关于建立人体捐献器官转运绿色通道的通知》，要求其下属的医疗、公安、交通系统为器官转运提供优先权，并提供相关手续的办理流程。
2020年7月1日，卫健委发布了就《人体器官移植条例》修订草案进行公开征求意见的公告。

## 争议

### 专业期刊质疑
專業醫學期刊《美國移植雜誌》2014年7月刊登論文〈發生在中國的死刑犯器官摘取〉，提出三大質疑，包括（1）死刑犯的器官捐獻數量減少，其它器官來源為何？（2）中國軍方醫院是否摘取法轮功學員等良心犯的器官？（3）病人未抵達中國前，中國醫院何以承諾可提前數週安排移植手術？該論文並質疑，中共當局出爾反爾，對「是否取消利用死刑犯器官」說法前後矛盾，並提醒外界忽略了法轮功學員等良心犯器官遭中共強摘的面向，並指明直到2014年，器官強摘現象仍繼續發生在中國。
專業醫學期刊《BMC Medical Ethics》2019年11月刊登論文〈對官方的逝者器官捐贈數據的分析令人懷疑中國的器官轉運改革之可靠性〉，提出COTRS上公佈的2010至2018年間器官捐贈資料的統計結果是人造的，基於數學公式，其增長趨勢并非來自志願捐獻活動的結果或是對實際資料的細微處理，對中國紅十字會的統計結果的分析也能得出偽造的嫌疑；然而移植數據造假不表示強摘維吾爾穆斯林以及法輪功學員器官的事情就沒有發生，一些人權組織認為，這數據造假是一個精心設計的掩飾，用以掩蓋中國政府大規模強摘無辜人士器官的事實。

### 国际广泛关注
中国前卫生部副部长黄洁夫曾公开承认，在2014年及以前，中国的器官移植主要依赖于死刑罪犯的器官。此做法引发了关于死刑犯人权与医疗伦理的广泛争议。据中国政府及黄洁夫本人宣布，自2015年起，中国已全面停止使用死刑犯器官，移植体系将完全依靠公民自愿捐献。然而，该声明并未完全消除外界的疑虑。据法新社报道，部分国际医学界专家对此提出质疑，并警告说，来自囚犯的器官可能仅是被重新归类为“自愿捐赠”，而非真正停止使用，因此他们呼吁中国政府向国际检查员开放其器官移植系统以供审查，「唯一的不同是這些器官現在被歸類為來自公民的自願捐獻器官。這個改變將正式繞過國際道德準則，這個不道德的做法可能永遠不會停止。」

#### 對法輪功學徒活摘器官的指控
中華民國立法院（2012年12月）、歐洲議會（2013年12月）、澳大利亞參議院（2013年4月）、義大利參議院人權委員會、愛爾蘭議會外交事務及貿易聯合委員會、美國國會外交委員會（2014年7月底281號決議案），陸續通過決議譴責中華人民共和國政府強摘法輪功等良心犯器官。
中國富豪郭文貴2017年表示，中共高官、名人（如江綿恆、孟建柱、李友）以非法器官移植延壽的做法事實存在。他表示「江綿恆在2003年-2008年期間，換了三個腎」。
2021年6月14日，12名联合国人权专家对中国据称存在针对被拘留的少数群体（包括法轮功练习者、维吾尔族人、藏族人、穆斯林和基督教徒）进行的器官摘取行为的报告感到震惊。据联合国人权高专办，“专家们表示，他们已获得可信资料，表明属于族裔、语言或宗教少数群体的被拘留者可能在未知情同意的情况下，被迫接受血液检测和超声波、X光等器官检查，而其他囚犯则不需要接受此类检查。检查结果据报被登记在一个活体器官来源数据库，该数据库是为便利器官分配”。联合国人权专家呼吁中国迅速回应有关器官摘取的指控，并允许国际人权机制进行独立监测。

#### 军方涉入争议
在2006年有关强制摘取法轮功学员器官的指控出现前后，中国政府的立场从否认使用死刑犯器官，转为承认绝大多数移植器官来自死刑犯。
2015年3月，因在2003年揭发中国政府瞒报SARS疫情而知名的退休解放军少将蒋彦永揭露中国人民解放军腐敗內幕，按照他的说法：由中国人民解放军总后勤部管理的军队医院，普遍存在违法进行器官移植和买卖死囚器官的行为。这些军队医院与由中共中央政法委系统控制的公安和司法部门相互勾结，形成利益链条。他声称，包括解放军总医院在内的机构会直接派车到刑场，“争抢”器官。此外，为了保证器官的鲜活性，部分死刑犯在未被完全执行死刑（例如枪决时刻意未击中要害）后，便被送上手术台进行器官摘取。尤其在徐才厚任內，這只是腐败问题的冰山一角。
徐才厚過世的同時，其同屬江泽民派系的政治盟友周永康也被公開指控掌控囚犯器官利益鏈。前中国衛生部副部長黃潔夫3月15日向媒體公開指出，「周永康是『大老虎』，周永康是我們（中央）政法委書記……那死囚器官的來源是從哪裡來的，不是很清晰了嗎？」他還稱，是在上一屆胡錦濤、温家宝及這屆的習近平、李克強兩屆領導人的支持下，作出取消死囚器官移植的決定。
法新社、香港蘋果日報2012年報導了薄熙来、谷開來涉及販賣器官屍體，中共中央對此早有掌握，因此2012年2月王立軍事發後，迅速查封遼寧省大连市有關人體標本廠。
據奧地利國家新聞社（APA）、奧地利標準報報導，薄熙來的副手王立軍涉及參與數千例活摘器官案；掌管公安、檢察、司法、武警系統的中共中央政法委书记周永康、原中共重慶市委書記薄熙来等人，主導了活摘器官的系統運作與利益《紐約郵報》2014年8月引述資深中國專家葛特曼的調查指出，周永康是摘取器官系統中的重要人物之一，且中共最高層皆知情。